# Platyarthrus reticulatus
Platyarthrus reticulatus is een pissebed uit de familie Platyarthridae. De wetenschappelijke naam van de soort is voor het eerst geldig gepubliceerd in 1960 door Radu.